# Aillon-le-Jeune
Aillon-le-Jeune é uma comuna francesa na região administrativa de Auvérnia-Ródano-Alpes, no departamento da Saboia. Estende-se por uma área de 34.09 km². Em 2010 a comuna tinha 450 habitantes (densidade: 1 hab./km²).